# Jan III van Brosse
Jan III van Brosse (overleden in 1502) was van 1482 tot aan zijn dood graaf van Penthièvre. Hij behoorde tot het huis Brosse. 

## Levensloop
Jan III was de oudste zoon van Jan II van Brosse en Nicole van Châtillon, gravin van Penthièvre.
In 1482 volgde hij zijn vader op als graaf van Penthièvre. Nadat hertog Frans II van Bretagne in 1488 zonder mannelijke nakomelingen overleed, liet Jan als hoofd van de Penthièvre-familie opnieuw zijn aanspraken op het hertogdom Bretagne gelden. Uiteindelijk werd Frans II opgevolgd door zijn dochter Anna, die in 1491 huwde met koning Karel VIII van Frankrijk.
Jan III van Brosse overleed in 1502.

## Huwelijk en nakomelingen
Jan III huwde op 15 mei 1468 met Louise (1441-1480), dochter van graaf Gwijde XIV van Laval. Ze kregen vijf kinderen:
- René (1470-1525), graaf van Penthièvre
- Madeleine (overleden in 1512), huwde in 1488 met graaf Jan van Genève
- Isabella (overleden in 1517), huwde met heer Jan IV van Rieux
- Margaretha
- Catharina, huwde met baron Jean III du Pont